# Bundesstraße 111
Die Bundesstraße 111 (Abkürzung: B 111) ist eine deutsche Bundesstraße. Sie beginnt seit 2002 an der Autobahn A 20 2 km westlich von Gützkow und endet an der B 110 in der Nähe von Mellenthin. Die Bundesstraße 111 folgt seit Januar 2008 dem Verlauf der ehemaligen Landesstraße L 265 (Schmollensee–Pudagla–Mellenthin). Vormals war der Verlauf der B 111 bis zur polnischen Grenze auf der Insel Usedom in der Gemeinde Heringsdorf, Ortsteil Seebad Ahlbeck.

## Geschichte

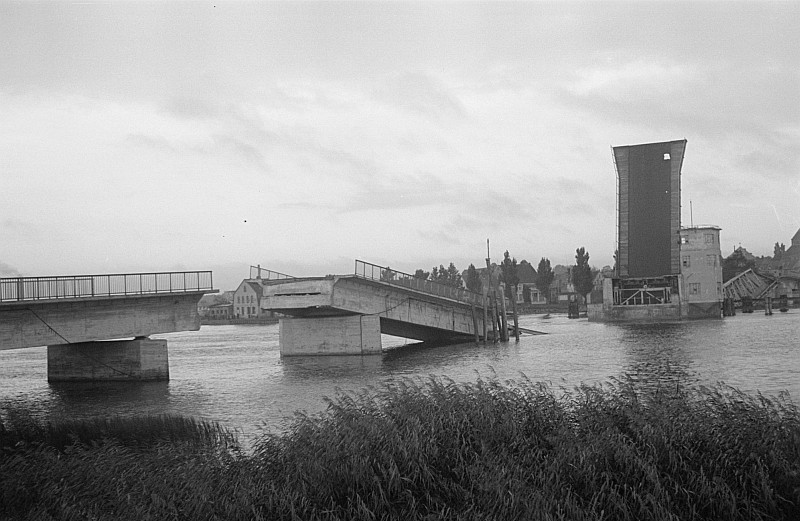
Gesprengte Peenebrücke bei Wolgast 1946

Die Hauptstraße von Berlin mit Abzweig nach Stettin und weiter nach Stralsund (seit 1990 B 109) wurde zwischen 1833 und 1836 als erste Straße durch Vorpommern gebaut. Bis 1848 entstand eine Zweigstrecke von Moeckow-Berg (bei Züssow) nach Wolgast, deren Verlauf der B 111 entspricht. Deren Fortsetzung nach Gützkow zur späteren B 96 (Abschnitt Greifswald – Jarmen) konnte 1856 fertiggestellt werden.
Die Straßen im pommerschen Bereich waren von den pommerschen Landständen geplant und finanziert, mit Zuschüssen Preußens. Sie wurden als Steinbahnen bezeichnet und waren Pflasterstraßen mit Bordsteinen und Sommerwegen (für Pferdefuhrwerke). Das Pflaster bestand aus schwarzen Basaltwürfeln mit 8 cm Kantenlänge, die Bordsteine waren aus grauem Granit (ca. 60 × 12 × 30 cm). Die Steinbahnen waren etwa 5 m breit, der Sommerweg aus Schotter und Sand war rund 2 m breit. Die wichtigsten Hauptstrecken (wie B 109) wurden erst in den 1960er Jahren und die Nebenstrecken (wie B 111) in den 1970er Jahren asphaltiert mit einer Breite von rund 8 m. Das Pflaster und die Bordsteine wurden aufgenommen und überwiegend an die BRD (alt) verkauft. Es gibt nur noch wenige Reststrecken mit diesem originalen Aufbau und Pflasterung – etwa am Ortsanschluss der ehemaligen B 96 (Ortsumgehung) nach Breechen bei Gützkow.
Der Straßenbau auf der Insel Usedom begann erst in der zweiten Hälfte des 19. Jahrhunderts. In den Jahren 1872 bis 1874 entstand der östliche Streckenabschnitt von Swinemünde nach Heringsdorf, der 1878 bis 1881 nach Pudagla verlängert wurde. Die westliche Teilstrecke von Wolgast nach Zinnowitz entstand 1882. Mit der Fertigstellung des letzten Streckenabschnitts zwischen Zinnowitz und Pudagla im Jahre 1887 wurde die durchgehende Straßenverbindung zwischen Wolgast und Swinemünde vollendet.
Die 1932 eingerichtete Fernverkehrsstraße 111 (FVS 111), ab 1934 Reichsstraße 111 (R 111) genannt, verband die Inseln Usedom und Wollin mit dem pommerschen Festland und mündete bei Gollnow in die Reichsstraße 2. Der Streckenabschnitt östlich von Swinemünde gehört zu den ehemaligen Reichsstraßen in Hinterpommern.
Am 24. Juni 1934 wurde eine Klappbrücke über den Peenestrom bei Wolgast erbaut, die am 30. April 1945 gesprengt wurde. Schon bald nach dem Krieg wurde die Brücke wieder aufgebaut und am 27. März 1950 unter dem Namen „Brücke der Freundschaft“ wiedereröffnet.
In den 1990er Jahren wurde in Wolgast eine neue kombinierte Straßen- und Eisenbahnklappbrücke erbaut. 1996 wurde sie für den Straßenverkehr und im Jahr 2000 für den Bahnverkehr freigegeben, wobei die alte Brücke abgerissen wurde. Außerdem änderte sich die Linienführung in der Stadt Wolgast, um das historische Zentrum zu entlasten. Damit kein weiterer Bahnübergang entstand, wurde im Ortsteil Mahlzow eine neue Trasse mit einer Eisenbahnunterführung gebaut.
Im Jahr 2005 wurde die Umgehungsstraße bei Gützkow wegen des Anschlusses an die A 20 als Teil der B 111 fertiggestellt.

## Planungen
Es ist geplant, eine Umgehungsstraße für Wolgast südlich des Zieser Berges bis nach Sauzin zu bauen. Dafür ist eine weitere Brücke über den Peenestrom notwendig. Diese soll als Hochbrücke (ähnlich der Rügenbrücke) ausgeführt werden. Diese Ortsumgehung ist seit August 2021 im Bau. Es wird eine Bauzeit von 5,5 Jahren angestrebt.

## Statistik
Bei Bannemin ist eine automatische Dauerzählstelle der Bundesanstalt für Straßenwesen installiert. Sie hat im Jahr 2009 durchschnittlich 13.167 Kfz / 24 h, wobei 578 Fahrzeuge dem Schwerverkehr angehören, gezählt.
Für die alle fünf Jahre stattfindende manuelle Zählung wurde die B 111 in acht Abschnitte eingeteilt. Die Ergebnisse aus dem Jahr 2005 beziehen sich noch auf den alten Verlauf der Straße.
| von                                                                         | nach                                                                                | Kfz je 24 h | Schwerverkehr |
| --------------------------------------------------------------------------- | ----------------------------------------------------------------------------------- | ----------- | ------------- |
| Kreuzung Bundesstraße 96 (heute: Kreuzung Landesstraße 35)                  | Kreuzung Bundesstraße 109                                                           | 4900        | 8,5 %         |
| Kreuzung Bundesstraße 109                                                   | Abzweig Landesstraße 26 Schalense nach Hohendorf                                    | 9100        | 7,4 %         |
| Abzweig Landesstraße 26 Schalense nach Hohendorf                            | Ortsausgang Wolgast Abzweig Kreisstraße 26 nach Sauzin                              | 14700       | 5,1 %         |
| Ortsausgang Wolgast Abzweig Kreisstraße 26 nach Sauzin                      | Abzweig Landesstraße 264 nach Trassenheide                                          | 13100       | 4,3 %         |
| Abzweig Landesstraße 264 nach Trassenheide                                  | Abzweig Landesstraße 265 nach Pudagla (heute: Abzweig Landesstraße 266 nach Bansin) | 9600        | 3,0 %         |
| Abzweig Landesstraße 265 nach Pudagla (heute: andere Streckenführung)       | Abzweig Kreisstraße 38 Richtung Benz (heute: andere Streckenführung)                | 11000       | 2,6 %         |
| Abzweig Kreisstraße 38 Richtung Benz (heute: andere Streckenführung)        | Abzweig Landesstraße 266 Richtung Korswandt (heute: andere Streckenführung)         | 11600       | 2,3 %         |
| Abzweig Landesstraße 266 Richtung Korswandt (heute: andere Streckenführung) | Staatsgrenze (heute: andere Streckenführung)                                        | 3900        | 3,4 %         |

## Sonstiges
Die A 111 (sie verläuft im Norden Berlins und verbindet den Berliner Stadtring A 100 mit dem Berliner Ring A 10) war zwischen den Anschlussstellen Schulzendorfer Straße und Waidmannsluster/Hermsdorfer Damm lange Zeit als B 111 bezeichnet, ohne historischen Bezug zu der hier beschriebenen Straße.